# OPUS: The Day We Found Earth
OPUS: The Day We Found Earth ist ein Adventure, das von dem taiwanesischen Entwicklerstudio Team Signal (heute als Sigono bekannt) entwickelt und herausgegeben wurde. Am 22. Oktober 2015 erschien das Spiel erstmals als App für Android- und iOS-Geräte. Weitere Versionen des Spiels erschienen zu späteren Zeitpunkten für macOS und Windows über Steam und für die Nintendo Switch.

## Handlung
Die Handlung von OPUS: The Day We Found Earth findet in der fernen Zukunft statt. Die Menschheit hat die Erde vor einer langen Zeit verlassen und ihr Heimatplanet ist Bestandteil von Legenden geworden. Nach vielen Jahrtausenden hat sich das Genom der Menschen durch Gentechnik so stark verschlechtert, dass deren Fortbestand in Gefahr ist. Um die Menschheit zu retten, erschafft die Wissenschaftlerin Lisa das Project Earth. Dieses Projekt sieht vor, dass Lisa mit weiteren Wissenschaftlern und dem Roboter Emeth auf dem Raumschiff OPUS die Galaxie kartografiert und den verlorenen Planeten Erde wiederentdeckt, auf dem sie Überreste des ursprünglichen menschlichen Erbguts vermuten. Nachdem Lisa und Emeth vergeblich einige Planetensysteme untersuchen, wird Emeth ausgeschaltet. Nach unbekannter Zeit wacht er alleine im Raumschiff OPUS auf. Ein Hologramm von Lisa erklärt ihm, dass seine Aufgabe weiterhin ist, die Erde wiederzufinden, und unterstützt Emeth bei seiner Aufgabe.

## Spielprinzip
OPUS: The Day We Found Earth ist ein Adventure. Der Spieler steuert den Roboter Emeth, der den Weltraum nach dem Planeten Erde durchsucht. Der Spielablauf ist in zwei Teile geteilt: das Erkunden des Raumschiffs OPUS und das Durchsuchen der Galaxie mit einem Teleskop.
Die Karte der Galaxie ist in Segmente und Koordinaten aufgeteilt. Der Spieler erhält Angaben über die Lage des gesuchten Planetensystems; während zu Beginn des Spiels die genauen Koordinaten angegeben werden, werden diese Angaben im Laufe der Handlung ungenauer. Der Spieler fährt – je nach Version des Spiels – mit der Maus oder mithilfe eines Gamepads oder Touchscreens über die Karte, auf der verschiedene Sterne, Nebel oder Supernovae zu sehen sind. Hat der Spieler das gesuchte Planetensystem gefunden, so werden die Planeten auf ihre Erdähnlichkeit untersucht. Schließlich kann der Spieler die Planeten des gefundenen Systems benennen.
Anschließend kehrt der Spieler zum Raumschiff OPUS zurück. Dort wird die Handlung des Spiels weitergeführt und der Spieler erhält die Angaben über das nächste Planetensystem, das er suchen und analysieren soll. Mit Fortschreiten der Handlung schaltet der Spieler weitere Bereiche des Raumschiffs frei. In diesen kann er Nebenmissionen annehmen, bei denen er außer Planetensystemen unter anderem Galaxien, Nebel oder Schwarze Löcher suchen soll.

## Veröffentlichung
Am 22. Oktober 2015 wurde das Spiel erstmals als App für Android- und iOS-Geräte über den Google Play Store und Apples App Store veröffentlicht. Die App wurde von Team Signal entwickelt und herausgegeben. Eine Demo-Version des Spiels kann kostenlos heruntergeladen werden, die Vollversion des Spiels ist jedoch kostenpflichtig. Am 22. April 2016 erschien eine Version des Spiels für macOS und Windows über die Vertriebsplattform Steam. Eine Version für die Nintendo Switch erschien am 30. November 2017 zunächst nur als digitale Version über den Nintendo eShop. Diese wurde von Flyhigh Works herausgegeben. Am 28. Mai 2019 wurde schließlich OPUS Collection von PM Studios und acttil im Einzelhandel als physische Version veröffentlicht. OPUS Collection enthält neben OPUS: The Day We Found Earth auch dessen Nachfolger OPUS: Rocket of Whispers.

## Rezeption
OPUS: The Day We Found Earth erhielt größtenteils gemischte bis positive Wertungen. Auf Metacritic erhielt die Nintendo-Switch-Version des Spiels – basierend auf vier Rezensionen – eine Wertung von 74 aus 100 möglichen Punkten.
Die Handlung des Spiels wurde positiv aufgenommen. So lobte Morgan Sleeper von Nintendo Life, dass die Handlung nach einem langsamen Start rührend sei und einige nachdenkliche Themen und Motive aufgreife. Er bemerkte, dass das Spiel zeige, dass auch kurze Spiele eine wirkungsvolle Handlung haben können. John Reid von Switch Player nannte die Handlung herzzerreißend, bemängelte aber, dass das Spiel mit etwa zwei Stunden Spielzeit zu kurz sei.
Durchweg gelobt wurde der Soundtrack des Spiels. So findet Sleeper, dass die Musik des Spiels sehr gut zur Stimmung passe. Auch Reid lobte den Soundtrack und nannte ihn „gut gemacht und angenehm zu hören“ (“well-crafted and pleasing to listen to”).
John Walker von der Computerspielwebsite Rock, Paper, Shotgun testete die Windows-Version des Spiels und kritisierte die häufigen und langen Wartezeiten zwischen dem Erkunden des Raumschiffs und dem Untersuchen der Karte.

## Nachfolger
Auf OPUS: The Day We Found Earth folgte ein Nachfolger. Am 14. September 2017 erschien OPUS: Rocket of Whispers für Android- und iOS-Geräte. Weitere Versionen des Spiels für macOS und Windows über Steam und für die Nintendo Switch folgten zu späteren Zeitpunkten. Ein zweiter Nachfolger OPUS: Echo of Starsong wurde am 1. September 2021 für macOS und Windows über Steam veröffentlicht.